# 3 Pułk Grenadierów (Imperium Rosyjskie)
3 Pernowski Pułk Grenadierów Króla Fryderyka Wilhelma IV (ros. 3-й гренадерский Перновский Короля Фридриха-Вильгельма IV) – pułk piechoty okresu Imperium Rosyjskiego.

## Charakterystyka
Sformowany 29 czerwca 1710 za panowania cara Piotra I Wielkiego.
Święto pułkowe: 29 czerwca (rocznica sformowania). Stacjonował między innymi w Moskwie.
Pułk wziął udział w działaniach zbrojnych epoki napoleońskiej, a także w działaniach zbrojnych okresu I wojny światowej.

 W przededniu I wojny światowej pułk etatowo posiadał cztery bataliony po cztery kompanie oraz kompanię tyłową. Kompania piechoty czasu wojny liczyła około 240 żołnierzy i 4–5 oficerów. Na szczeblu pułku występował także pododdział karabinów maszynowych (8 km), łączności (w tym 14 konnych gońców i 21 telefonistów) i zwiadowczy (64 zwiadowców, w tym 4 kolarzy). W sumie pułk liczył około 4000 żołnierzy.

## Podporządkowanie
Lipiec 1914:
- Korpus Grenadierów Imperium Rosyjskiego (Гренадерский корпус), Moskwa
  - 1 Dywizja Grenadierów – Moskwa
    - 3 Pernowski pułk grenadierów – Moskwa.